# 梅涅
梅涅是瑞士日内瓦州的一个镇，位于日内瓦市区东北方。

## 纹章
梅涅的纹章由上半部分蓝底金色城堡、六角形和下部的白色、绿色条纹组成。其中，城堡象征当地的鲁埃尔博城堡（château-fort de Rouelbeau），六角星象征六个村庄（Meinier、Carre-d'Amont、Carre-d'Aval、Compois、Corsinge和Essert），条纹则象征沼泽和牧场。

## 历史
梅涅是1816年萨伏依公国根据《都灵条约》割让给瑞士的领土的一部分。

## 外部連結
- （法文）梅涅官方网站 （页面存档备份，存于）